# Qiu Haiyan
Qiu Haiyan (17 de junho de 1974) é uma futebolista chinesa que atua como meia.

## Carreira
Qiu Haiyan integrou o elenco da Seleção Chinesa de Futebol Feminino, nas Olimpíadas de 2000. 